# 一般司法管轄權
一般司法管轄權（英語：general jurisdiction）指法庭有權限審理各種普通法及衡平法案件，包括刑事、民事、家事、遺囑認證及其他法律申索。
美國各州通常會賦予其原審法庭一般司法管轄權。